# 杜美爾
杜美爾（英語：Aldo Domeyer；1987年3月11日—），人稱「南非刺客」、「南非獵豹」。

## 簡歷
杜美爾是一位頂尖的南非騎師，亦是南非騎師富志昌（Andrew Fortune）的兒子。
杜美爾於2007年正式成為騎師，曾於2010年度馬季榮膺南非冠軍見習騎師，並於2018年榮膺開普頓冠軍騎師殊榮。他從騎以來先後在南非攻下多項一級賽，包括：大都會錦標 、馬略卡錦標、開普敦雌馬堅尼等。杜美爾於2018年代表南非出爭新加坡國際騎師挑戰賽，成功擊敗布文、莫雷拉等好手贏得賽事冠軍。

## 在港主要策騎事跡
2019年4月18日，杜美爾獲香港賽馬會牌照委員會發出騎師牌照，令他得以由2019年5月1日至2019年7月14日在港上陣。
2019年5月1日，杜美爾於首天在港上陣已取得不俗的成績。他於跑馬地馬場先後憑策騎苗禮德馬房的「騰龍駒」及「有備而來」取勝，首天上陣已經成功起孖。 
2019年6月6日，杜美爾獲香港賽馬會牌照委員會發出2019-2020年度馬季半季騎師牌照，有效期由2019年7月15日至2020年2月29日。
2019年6月8日，杜美爾於沙田馬場憑策騎呂健威馬房的「勝利風範」取勝，打開在田草勝利之門。同日，他憑策騎沈集成馬房的「開心日子」再下一城，兼捧走香港傷健策騎協會盃，在港首度勝出盃賽。
2019年7月3日，杜美爾於跑馬地馬場先後憑策騎霍利時馬房的「金飯碗」、苗禮德馬房的「飛霸龍」及容天鵬馬房的「非凡才子」勝出，在港首次單日三捷外，全晚他累積44分，在港首度封騎師王。
2019年11月8日，杜美爾以方便照顧家人為由，向香港賽馬會牌照委員會提出撤銷馬會騎師牌照，並獲牌照委員會同意即時生效。
杜美爾離開香港後，返回南非接受策騎聘約。回國後，杜美爾保持狀態，當中他在2020年2月1日更於凱尼沃斯馬場分別攻下飛行冠軍錦標及馬略卡錦標兩項一級賽。
2020年2月14日，杜美爾再獲香港賽馬會牌照委員會發出騎師牌照，有效期由2020年3月29日至2019/2020年度馬季結束為止。不過，受2019冠狀病毒病疫情影響，
杜美爾其後決定向香港賽馬會牌照委員會提出撤銷馬會騎師牌照，並留在南非繼續策騎。

## 主要勝出賽事
南非
- 大都會錦標 - (1) - Martial Eagle (2013) [11]

- 開普敦雌馬堅尼 - (1) - Silver Mountain (2015) [12]

- 馬略卡錦標 - (2) - 步驚雲 (2019、2020) [13]

- 飛行冠軍錦標 - (1) - 拉瑟天空 (2020) [14]

- 女皇會所錦標 - (1) - 卡拉公主 (2022) [15]

- 好望角堅尼 - (1) - Charles Dickens (2022) [16]

- 栗馬錦標 - (1) - Trip Of Fortune (2023) [17]

- 金挑戰大賽 - (1) - Charles Dickens (2023) [18]

- 西開普長途賽 - (1) -  科蘭布利 (2017) [19]

- 雪蘭莪盃 - (2) - 火箭 (2017)、King Of Gems (2019) [20]

- 南非幼馬錦標 - (1) -  Willam The Silent (2018) [21]

- 王權錦標 - (2) - Magical Wonderland (2018)、步驚雲 (2019) [22]

- 金手鏈錦標 - (2) - 瑪麗娜 (2022) [23]、七彩鸚鵡 (2025)

- 誇祖魯納塔堅尼 - (1) - Charles Dickens (2023) [24]

- 訓練館錦標 - (1) - Trip Of Fortune (2023) [25]

- 葛咸伯克錦標 - (1) - Bulsara (2009) [26]

- 冬季打吡 - (2) - Market Cap (2009)、Dynastic Power (2014) [27]

- 戴安娜錦標 - (1) - 火焰隊長 (2016) [28]

- 南非幼馬錦標 - (1) - William The Slient (2018) [29]

- 開普敦經典賽 - (1) - Trip Of Fortune (2021) [30]

- 好望角幼馬錦標 - (1) - 創作家 (2022) [31]

 香港
- 香港傷健策騎協會盃 - (1) - 開心日子 (2019)

## 成就
- 開普敦冠軍見習騎師- (1) - (2009年)
- 誇祖魯／納塔爾冠軍見習騎師 - (1) - (2010年)
- 南非冠軍見習騎師 - (1) - (2010年)
- 開普頓冠軍騎師 - (1) - (2018年)
- 新加坡國際騎師挑戰賽冠軍 - (1) - (2018年)

## 在港策騎成績
| 年度        | 冠 | 亞 | 季 | 殿 | 第五 | 出賽次數 | 所贏獎金（港元） | 備註                         |
| ----------- | -- | -- | -- | -- | ---- | -------- | ---------------- | ---------------------------- |
| 2018 - 2019 | 13 | 8  | 12 | 17 | 17   | 116      | $ 14,305,300     | 客串策騎 (由2019年5月至季尾) |
| 2019 - 2020 | 4  | 6  | 11 | 2  | 7    | 52       | $ 5,972,550      | 策騎首季                     |
| 總計        | 17 | 14 | 23 | 19 | 24   | 168      |                  |                              |

## 在港策騎資料
|              | 日期          | 賽事       | 場地 | 馬場       | 馬名     | 練馬師 | 名次 |
| ------------ | ------------- | ---------- | ---- | ---------- | -------- | ------ | ---- |
| 初出賽       | 2019年5月1日  | 第四班讓賽 | 草地 | 跑馬地馬場 | 常拼常勝 | 苗禮德 | 7    |
| 首勝利       | 2019年5月1日  | 第三班讓賽 | 草地 | 跑馬地馬場 | 騰龍駒   | 苗禮德 | 1    |
| 級際賽初出賽 | 2019年5月26日 | 沙田銀瓶   | 草地 | 沙田馬場   | 勝得威   | 告東尼 | 7    |